# Jastrzębia (przystanek kolejowy)
Jastrzębia – dawny wąskotorowy kolejowy przystanek osobowy w Otalążce, w gminie Mogielnica, w powiecie grójeckim, w województwie mazowieckim, w Polsce. Jego nazwa pochodzi od wsi Jastrzębia Stara, położonej 1 km na północny wschód od przystanku.
Przystanek oddano do użytku 9 października 1920 roku, wraz z odcinkiem linii wąskotorowej pomiędzy Mogielnicą a Brzostowcem. W obrębie przystanku znajdował się niezachowany budynek dworcowy położony po wschodniej stronie torów, mijanka oraz ładownia.
Przystanek obsługiwał rozkładowy ruch pasażerski do 1 stycznia 1988 roku, zaś ruch towarowy został zamknięty 1 września 1996 roku. W kolejnych latach, ze względu na malowniczą lokalizację przystanku na leśnej polanie, na przystanku zatrzymywały się pociągi turystyczne, których ruch został wstrzymany 1 kwietnia 2001 roku. Od tego czasu przystanek nie obsługiwał ruchu kolejowego.
Około 750 metrów na południowy zachód od przystanku znajduje się zabytkowy żelazny most kolejowy przez rzekę Mogielankę o konstrukcji przęsłowej na podporach murowanych, wybudowany w 1919 roku. Jego długość wynosi 24 metry, zaś wysokość 9 metrów. 